# Del Monroe
Del Monroe (* 7. April 1936 in Santa Barbara, Kalifornien; † 5. Juni 2009 in Burbank, Kalifornien) war ein US-amerikanischer Schauspieler.

## Leben
Monroe entwickelte während seiner Zeit bei der Armee Interesse an der Schauspielerei. Nach seiner Entlassung spielte er in über 30 Stücken am Pasadena Playhouse. 1961 erhielt er das Angebot, in Voyage to the Bottom of the Sea die Rolle des Seemannes Kowalski zu übernehmen, die er auch in der anschließenden Fernsehserie interpretierte. Mit deren Produzent Irwin Allen arbeitete er auch bei anderen Projekten zusammen. Daneben hatte er zahlreiche Gastauftritte in Serien wie Mannix oder Der unglaubliche Hulk.
Monroe spielte bis zu seinem Lebensende auf der Bühne; 1996 erhielt er den Drama-Logue Award für seine lebenslange Bühnenleistungen.

## Filmografie (Auswahl)
- 1961: Unternehmen Feuergürtel
- 1964–1968: Die Seaview – In geheimer Mission